# Ronchetti Cup
Der Ronchetti Cup war ein Europapokalwettbewerb im Frauenbasketball, der zwischen 1971 und 2002 von der FIBA Europa ausgetragen wurde. Dieser Vereinswettbewerb war im europäischen Basketball hierarchisch hinter dem Europapokal der Landesmeisterinnen (später umbenannt in EuroLeague Women) einzuordnen. Im Jahr 2002 wurde der Ronchetti Cup von der FIBA Europa als Vereinswettbewerb aufgelöst und durch den neu geschaffenen EuroCup Women ersetzt.

## Namensgebung

### Europapokal der Pokalsiegerinnen (1971 bis 1974)
1971 startete der Europapokal der Pokalsiegerinnen als Vereinswettbewerb für die Siegerinnen der nationalen Pokalwettbewerbe.

### European Cup Liliana Ronchetti (1974 bis 1996)
Ab seiner vierten Austragung konnten auch mehrere Teams aus einer Nation teilnehmen, vergleichbar dem Korać-Cup bei den Herren. Dieser wenige Jahre zuvor eingeführte Herren-Wettbewerb war nach dem früh verstorbenen jugoslawischen Basketballspieler Radivoje Korać benannt worden. Bei der Neugestaltung des Wettbewerbs griff man dieses Vorbild auf und benannte den Pokalwettbewerb nach der im Februar 1974 verstorbenen italienischen Basketballspielerin Liliana Ronchetti. Die ehemalige Nationalspielerin Ronchetti hatte ihre lange aktive Karriere erst 1973 mit knapp 46 Jahren beendet, bevor sie kein Jahr später an den Folgen einer Krebserkrankung verstarb.

### Ronchetti Cup (1996 bis 2002)
Ab 1996 wurde der Wettbewerb von der FIBA Europa einfachheitshalber offiziell als Ronchetti Cup bezeichnet.

## Geschichte

### Die sowjetischen Dekaden
Wie der höherrangige Pokalwettbewerb für die Landesmeisterinnen wurde der Ronchetti Cup zunächst von den Damen aus der damaligen Sowjetunion dominiert. Die ersten vier Austragungen gewann das Team von Spartak Sankt Petersburg. Bis zum Ende der Sowjetunion 1991 hatten sowjetische Teams 13 von 20 Titel in diesem Wettbewerb gewonnen. Dazwischen konnte u. a. 1979 in einem rein bulgarischen Finale Lewski Sofia seinen Titel gegen Maritza Plowdiw verteidigen.

### Die italienische Dekade
Nachdem 1984 mit Bata Rom erstmals ein italienisches Team gewonnen hatte, konnten italienische Vereine ab 1990 zunächst fünf weitere aufeinanderfolgende Titel, davon drei in rein italienischen Endspielen, gewinnen. Auch die letzten drei Titel im 2002 beendeten Wettbewerb und somit acht der 13 ab 1990 ausgespielten Austragungen gingen an italienische Vereine, wobei sogar nur zwei Endspiele in diesem Zeitraum ohne italienische Beteiligung stattfanden. 
Teams aus offiziell deutschsprachigen Ländern Europas standen nie im Finale dieses Wettbewerbs. In der Saison 1999/00 konnten die DJK Aschaffenburg Wildcats als einziges deutsches Team das Halbfinale erreichen.

## Endspiele

### Modus
Während der Ronchetti Cup zwischen 1977 und 1989 mit einem einzelnen Finalspiel entschieden wurde, wurde in den anderen Jahren im Finale jeweils ein Hin- und ein Rückspiel ausgetragen.

### Liste der Endspiele
Chronologische Auflistung aller Endspiele:
| Saison  | Gewinnerinnen          | Finalistinnen            | Ort                     | Ergebnis    |
| ------- | ---------------------- | ------------------------ | ----------------------- | ----------- |
| 1971/72 | Spartak Leningrad      | ŽKK Voždovac Belgrad     |                         | 84:63 86:61 |
| 1972/73 | Spartak Leningrad      | USK Prag                 |                         | 64:55 76:37 |
| 1973/74 | Spartak Leningrad      | ASD Geas                 |                         | 68:58 57:65 |
| 1974/75 | Spartak Leningrad      | Lewski Sofia             |                         | 64:59 79:54 |
| 1975/76 | USK Prag               | ŽKK Zrinjevac Zagreb     |                         | 68:51 73:78 |
| 1976/77 | Spartak Moskau         | Mineur SC Pernik         | Italien (Rom)           | 97:54       |
| 1977/78 | Lewski Sofia           | BK Slovan Bratislava     | Bulgarien (Chaskowo)    | 50:49       |
| 1978/79 | Lewski Sofia           | Maritza Plowdiw          | Bulgarien (Jambol)      | 70:69       |
| 1979/80 | ŽKK Zrinjevac Zagreb   | Maritza Plowdiw          | Bulgarien (Pernik)      | 82:74       |
| 1980/81 | Spartak Moskau         | ŽKK Zrinjevac Zagreb     | Italien (Rom)           | 95:63       |
| 1981/82 | Spartak Moskau         | Královopolská Brünn      | Österreich (Linz)       | 89:68       |
| 1982/83 | Budapest SE            | Spartak Moskau           | Italien (Mestre)        | 83:81       |
| 1983/84 | SS Bata Rom            | Budapest SE              | Ungarn (Budapest)       | 69:59       |
| 1984/85 | ZSKA Moskau            | Virtus Viterbo           | Italien (Viterbo)       | 76:64       |
| 1985/86 | Dynamo Nowosibirsk     | Budapest SE              | Spanien (Barcelona)     | 81:58       |
| 1986/87 | Daugava Riga           | Deborah Mailand          | Frankreich (Wittenheim) | 87:80       |
| 1987/88 | Dynamo Kiew            | Deborah Mailand          | Griechenland (Athen)    | 100:87      |
| 1988/89 | ZSKA Moskau            | Deborah Mailand          | Italien (Florenz)       | 92:86       |
| 1989/90 | Primizie Parma         | ŽKK Jedinstvo Tuzla      |                         | 79:54 71:77 |
| 1990/91 | Deborah Gemeaz Mailand | Como Jersey              |                         | 94:76 58:69 |
| 1991/92 | Vicenza Estel          | Libertas Trogylos Priolo |                         | 78:67 76:69 |
| 1992/93 | Lavezzini Parma        | Olimpia Posen            |                         | 91:62 71:70 |
| 1993/94 | Ahena Cesena           | Lavezzini Parma          |                         | 78:65 66:68 |
| 1994/95 | CJM Bourges            | Lavezzini Parma          |                         | 56:47 56:53 |
| 1995/96 | Tarbes Gespe Bigorre   | Basket Alcamo            |                         | 81:63 82:63 |
| 1996/97 | ZSKA Moskau            | Lavezzini Parma          |                         | 72:54 71:59 |
| 1997/98 | Gysev Ringa Sopron     | ASPTT Aix-en-Provence    |                         | 70:65 72:70 |
| 1998/99 | Caja Rural Canarias    | Lachen Ramat Hasharon    |                         | 72:79 64:54 |
| 1999/00 | Lavezzini Parma        | Caja Rural Canarias      |                         | 64:60 63:56 |
| 2000/01 | Familia Schio          | Botas Spor Club Adana    |                         | 75:73 87:70 |
| 2001/02 | Familia Schio          | Tarbes Gespe Bigorre     |                         | 73:69 77:74 |